# Mid-Season Invitational 2022
Mid-Season Invitational 2022 là giải Mid-Season Invitational (MSI) lần thứ bảy, một giải đấu thường niên do Riot Games tổ chức dành cho các nhà vô địch mùa xuân của các giải đấu khu vực Liên Minh Huyền Thoại trên toàn thế giới.
Giải đấu có 11 khu vực tham dự, đại diện của mỗi khu vực đều là đội đã vô địch giải đấu khu vực mùa xuân. Giải đấu vẫn sẽ giữ nguyên thể thức như năm trước do khu vực LCL đã hủy bỏ giải mùa xuân.
Giải đấu được đăng cai tổ chức tại Hàn Quốc từ ngày 10 đến ngày 29 tháng 5 năm 2022. Vòng bảng sẽ được tổ chức tại Busan Esports Arena trong khi Vòng hỗn chiến và Vòng loại trực tiếp sẽ được tổ chức tại Phòng triển lãm 1 của Trung tâm Hội nghị và Triển lãm Busan (BEXCO) ở Busan.
Nhà ĐKVĐ Royal Never Give Up thành công bảo vệ ngôi vương sau khi đánh bại nhà vô địch Hàn Quốc T1 3-2 ở trận Chung Kết. Người đi rừng của RNG - Yan "Wei" Yang-Wei xuất sắc dành FMVP của trận Chung Kết. RNG cũng trở thành đội đầu tiên có 3 chức vô địch MSI và là đội thứ 2 thành côn bảo vệ ngôi vô địch MSI sau SKT T1 (2016-2017).

## Thể thức thi đấu
Các đội từ 11 khu vực sẽ thi đấu ở Vòng bảng, Vòng hỗn chiến và Vòng loại trực tiếp.

### Vòng bảng
Tất cả các đội sẽ được bốc thăm chia thành ba bảng, trong đó hai bảng có bốn đội và một bảng có ba đội. Tất cả các trận đấu sẽ diễn ra theo thể thức vòng tròn tính điểm 2 lượt (4 lượt đối với bảng 3 đội) & Bo1. 2 đội đứng đầu mỗi bảng sẽ đi tiếp vào Vòng hỗn chiến, các đội còn lại bị loại.

### Vòng hỗn chiến
Thi đấu theo thể thức vòng tròn tính điểm 2 lượt & Bo1, 4 đội đứng đầu sẽ tiến vào Vòng loại trực tiếp, 2 đội còn lại bị loại.

### Vòng loại trực tiếp
Bao gồm bán kết và chung kết, các trận đấu sẽ diễn ra theo thể thức loại trực tiếp & Bo5. Đội chiến thắng sẽ đi tiếp vào vòng loại tiếp theo, đội thua bị loại.

## Phương tiện truyền thông
| Đài truyền hình          | Ngôn ngữ / Quốc gia | Liên kết                   |
| ------------------------ | ------------------- | -------------------------- |
| Riot Games               | English             | - Twitch - YouTube         |
| OTP                      | France              | - Twitch                   |
| Summoner's Inn           | Germany             | - Twitch - YouTube         |
| PG Esports               | Italy               | - Twitch                   |
| LVP Spain                | Spain               | - Twitch                   |
| Polsat Games             | Poland              | - Twitch - YouTube         |
| Riot Games Korea         | South Korea         | - Twitch                   |
| Riot Games Brazil        | Brazil              | - Twitch                   |
| Esport1                  | Hungary             | - Twitch - YouTube         |
| Riot Games Japan         | Japan               | - Twitch                   |
| Riot Games Latin America | South America       |                            |
| TV Azteca Esports        | Mexico              | - Twitch - YouTube         |
| Via X Esports            | Chile               | - Twitch - YouTube - Trovo |
| Riot Games Taiwan        | Taiwan              | - Twitch - YouTube         |
| Riot Games Hong Kong     | Hong Kong           | - Twitch - YouTube         |
| Riot Games Thailand      | Thailand            | - Twitch - YouTube         |
| Riot Games Turkey        | Turkey              | - Twitch - YouTube         |
| VETV7 ESPORTS            | Vietnam             | - YouTube                  |
| NaverTV                  | South Korea         | - NaverTV                  |
| Tencent                  | China               | - Tencent                  |
| bilibili                 | China               | - bilibili                 |
| Douyu                    | China               | - Douyu                    |
| Huya                     | China               | - Huya                     |

## Các điểm thay đổi
- Đại diện của khu vực LPL đã không thể đến Hàn Quốc, do vậy họ sẽ thi đấu online, và cùng với các đội còn lại thi đấu với mức Ping 35.[4]
- Á quân VCS Mùa xuân 2022 là Saigon Buffalo sẽ là đại diện thay thế cho nhà vô địch VCS mùa xuân 2022 GAM Esports do họ thực hiện nhiệm vụ quốc gia tại SEA Games 31.[5]
- LCL sẽ không có đại diện tham dự do LCL Mùa xuân bị hủy vì ảnh hưởng của chiến tranh Nga-Ukraina.[1][6]

## Các đội đủ điều kiện
Pool  - Nhóm hạt giống.
| Khu vực        | Giải đấu | Đội                 | ID  | Pool |
| -------------- | -------- | ------------------- | --- | ---- |
| Trung Quốc     | LPL      | Royal Never Give Up | RNG | 1    |
| Châu Âu        | LEC      | G2 Esports          | G2  | 1    |
| Hàn Quốc       | LCK      | T1                  | T1  | 1    |
| Bắc Mỹ         | LCS      | Evil Geniuses       | EG  | 2    |
| TW/HK/MO/SEA   | PCS      | PSG Talon           | PSG | 2    |
| Việt Nam       | VCS      | Saigon Buffalo      | SGB | 2    |
| Mỹ Latinh      | LLA      | Team Aze            | AZE | 3    |
| Thổ Nhĩ Kỳ     | TCL      | Istanbul Wildcats   | IW  | 3    |
| Brasil         | CBLOL    | RED Canids          | RED | 4    |
| Nhật Bản       | LJL      | DetonatioN FocusMe  | DFM | 4    |
| Châu Đại Dương | LCO      | ORDER               | ORD | 4    |

### Đội hình
| Tuyển thủ                                               | Tuyển thủ                                   | Tuyển thủ                      | Tuyển thủ                         | Tuyển thủ                        | Huấn luyện viên               |
| Đường trên                                              | Đi rừng                                     | Đường giữa                     | Đường dưới                        | Hỗ trợ                           | Huấn luyện viên               |
| Châu Âu (LEC) – G2 Esports                              | Châu Âu (LEC) – G2 Esports                  | Châu Âu (LEC) – G2 Esports     | Châu Âu (LEC) – G2 Esports        | Châu Âu (LEC) – G2 Esports       | Châu Âu (LEC) – G2 Esports    |
| ------------------------------------------------------- | ------------------------------------------- | ------------------------------ | --------------------------------- | -------------------------------- | ----------------------------- |
| Broken Blade · (Sergen Çelik)                           | Jankos · (Marcin Jankowski)                 | caPs · (Rasmus Winther)        | Flakked · (Victor Lirola Tortosa) | Targamas · (Raphaël Crabbé)      | Dylan Falco                   |
| Trung Quốc (LPL) – Royal Never Give Up                  |                                             |                                |                                   |                                  |                               |
| Bin · (Chen Zebin)                                      | Wei · (Yan Yangwei)                         | Xiaohu · (Li Yuanhao)          | GALA · (Chen Wei)                 | Ming · (Shi Senming)             | KenZhu · (Zhu Kai)            |
| Bin · (Chen Zebin)                                      | Wei · (Yan Yangwei)                         | Xiaohu · (Li Yuanhao)          | GALA · (Chen Wei)                 | Bunny · (Liu Wenkang)            | Tabe · (Wong Pak Kan)         |
| Hàn Quốc (LCK) – T1                                     |                                             |                                |                                   |                                  |                               |
| Zeus · (Choi Woo-je)                                    | Oner · (Moon Hyeon-joon)                    | Faker · (Lee Sang-hyeok)       | Gumayusi · (Lee Min-hyeong)       | Keria · (Ryu Min-seok)           | Polt · (Choi Seong-hun)       |
| Zeus · (Choi Woo-je)                                    | Oner · (Moon Hyeon-joon)                    | Faker · (Lee Sang-hyeok)       | Gumayusi · (Lee Min-hyeong)       | Asper · (Kim Tae-gi)             | moment · (Kim Ji-hwan)        |
| Bắc Mỹ (LCS) – Evil Geniuses                            |                                             |                                |                                   |                                  |                               |
| Impact · (Jeong Eon-yeong)                              | Inspired · (Kacper Słoma)                   | jojopyun · (Joseph Joon Pyun)  | Danny · (Kyle Sakamaki)           | Vulcan · (Philippe Laflamme)     | Turtle · (Gabriel Peixoto)    |
| Impact · (Jeong Eon-yeong)                              | Inspired · (Kacper Słoma)                   | jojopyun · (Joseph Joon Pyun)  | Kaori · (Muhammed Hasan Şentürk)  | Vulcan · (Philippe Laflamme)     | Rigby · (Han Earl)            |
| Đài Loan, HongKong, Macao, Đông Nam Á (PCS) – PSG Talon |                                             |                                |                                   |                                  |                               |
| Hanabi · (Su Chia-Hsiang)                               | Juhan · (Lee Ju-han)                        | Bay · (Park Jun-byeong)        | Unified · (Wong Chun Kit)         | Kaiwing · (Ling Kai Wing)        | CorGi · (Cheng Pin-Lun)       |
| Azhi · (Huang Shang-Chih)                               | Juhan · (Lee Ju-han)                        | Bay · (Park Jun-byeong)        | Unified · (Wong Chun Kit)         | Kaiwing · (Ling Kai Wing)        | Tom · (Im Jae-hyeon)          |
| Brazil (CBLOL) – RED Canids                             |                                             |                                |                                   |                                  |                               |
| Guigo · (Guilherme Ruiz)                                | Aegis · (Gabriel Vinicius Saes)             | Grevthar · (Daniel Xavier)     | TitaN · (Alexandre Lima)          | Jojo · (Gabriel Dzelme)          | Coelho · (Coelho Rabaiolli)   |
| Việt Nam (VCS) – Saigon Buffalo                         |                                             |                                |                                   |                                  |                               |
| Hasmed · (Lâm Huỳnh Gia Huy)                            | BeanJ · (Trần Văn Chính)                    | Froggy · (Bùi Văn Minh Hải)    | Shogun · (Nguyễn Văn Huy)         | Taki · (Đinh Anh Tài)            | Ren · (Nguyễn Văn Trọng)      |
| Nhật Bản (LJL) – DetonatioN FocusMe                     |                                             |                                |                                   |                                  |                               |
| Evi · (Shunsuke Murase)                                 | Steal · (Moon Geon-yeong)                   | Yaharong · (Lee Chan-ju)       | Yutapon · (Yuta Sugiura)          | Harp · (Lee Ji-yoong)            | Kazu · (Kazuta Suzuki)        |
| Mỹ Latinh (LLA) – Team Aze                              |                                             |                                |                                   |                                  |                               |
| Lonely · (Han Gyu-joon)                                 | Dimitry · (Juan Dimitry Hernández González) | Aloned · (Tomás Díaz Valiente) | 5kid · (Park Jeong-hyeon)         | Straight · (Roberto Guallichico) | Yeti · (Rodrigo del Castillo) |
| Châu Đại Đương (LCO) – ORDER                            |                                             |                                |                                   |                                  |                               |
| BioPanther · (Brandon Alexander)                        | Kevy · (Shane Allen)                        | Kisee · (Ronald Vo)            | Puma · (Nathan Puma)              | Corporal · (Ian Pearse)          | Ceres · (Evan Mascarenhas)    |
| Thổ Nhĩ Kỳ (TCL) – Istanbul Wildcats                    |                                             |                                |                                   |                                  |                               |
| StarScreen · (Soner Kaya)                               | Ferret · (Hakan Mert Çakmak)                | Serin · (Tolga Ölmez)          | HolyPhoenix · (Anıl Işık)         | Farfetch · (Berk Badur)          | TheQep · (Melih Akgün)        |

## Địa điểm
Busan là thành phố chủ nhà của giải đấu. Các trận đấu sẽ được diễn ra tại Busan Esports Arena và BEXCO.
| Busan, Hàn Quốc            |
| -------------------------- |
| Busan Esports Arena, BEXCO |
| Busan                      |

## Vòng bảng
- Thời gian: 10–15 tháng 5
- Mười một đội được bốc thăm chia thành ba bảng, 2 bảng 4 đội và 1 bảng 3 đội.
- Vòng tròn 4 lượt & Bo1 đối với bảng C, vòng tròn 2 lượt & Bo1 đối với bảng A và B.
- Nếu hai đội có cùng hiệu số thắng-thua và kết quả đối đầu, họ sẽ thi đấu thêm 1 trận tiebreaker để xác định vị trí trong bảng.
- Hai đội đứng đầu sẽ đi tiếp vào Vòng hỗn chiến, hai đội cuối bảng bị loại

### Bảng A
| 1 | T1                 | T1  |     | 2–0 | 2–0 | 2–0 | 6 | 0 |
| 2 | Saigon Buffalo     | SGB | 0–2 |     | 2–0 | 2–0 | 4 | 2 |
| 3 | DetonatioN FocusMe | DFM | 0–2 | 0–2 |     | 1–1 | 1 | 5 |
| 3 | Team Aze           | AZE | 0–2 | 0–2 | 1–1 |     | 1 | 5 |

| Thời gian  | Trận | Đội xanh | Kết quả | Kết quả | Đội đỏ |
| ---------- | ---- | -------- | ------- | ------- | ------ |
| 10 tháng 5 | 1    | T1       | T       | B       | SGB    |
| 10 tháng 5 | 2    | AZE      | B       | T       | DFM    |
| 11 tháng 5 | 3    | DFM      | B       | T       | SGB    |
| 11 tháng 5 | 4    | AZE      | B       | T       | T1     |
| 12 tháng 5 | 5    | SGB      | T       | B       | AZE    |
| 12 tháng 5 | 6    | T1       | T       | B       | DFM    |
| 15 tháng 5 | 7    | AZE      | B       | T       | SGB    |
| 15 tháng 5 | 8    | DFM      | B       | T       | T1     |
| 15 tháng 5 | 9    | SGB      | T       | B       | DFM    |
| 15 tháng 5 | 10   | T1       | T       | B       | AZE    |
| 15 tháng 5 | 11   | DFM      | B       | T       | AZE    |
| 15 tháng 5 | 12   | SGB      | B       | T       | T1     |

### Bảng B
| 1 | Royal Never Give Up | RNG |     | 2–0 | 2–0 | 2–0 | 6 | 0 |
| 2 | PSG Talon           | PSG | 0–2 |     | 1–1 | 2–0 | 3 | 3 |
| 3 | RED Canids          | RED | 0–2 | 1–1 |     | 1–1 | 2 | 4 |
| 4 | Istanbul Wildcats   | IW  | 0–2 | 0–2 | 1–1 |     | 1 | 5 |

| Thời gian  | Trận | Đội xanh | Kết quả | Kết quả | Đội đỏ |
| ---------- | ---- | -------- | ------- | ------- | ------ |
| 10 tháng 5 | 1    | RED      | T       | B       | PSG    |
| 11 tháng 5 | 2    | IW       | T       | B       | RED    |
| 12 tháng 5 | 3    | PSG      | T       | B       | IW     |
| 13 tháng 5 | 4    | PSG      | T       | B       | RED    |
| 13 tháng 5 | 5    | RNG      | T       | B       | IW     |
| 13 tháng 5 | 6    | IW       | B       | T       | PSG    |
| 13 tháng 5 | 7    | RED      | B       | T       | RNG    |
| 13 tháng 5 | 8    | RED      | T       | B       | IW     |
| 13 tháng 5 | 9    | PSG      | B       | T       | RNG    |
| 14 tháng 5 | 10   | IW       | B       | T       | RNG    |
| 14 tháng 5 | 11   | RNG      | T       | B       | PSG    |
| 14 tháng 5 | 12   | RNG      | T       | B       | RED    |

### Bảng C
| 1 | G2 Esports    | G2  |     | 4–0 | 4–0 | 8 | 0 |
| 2 | Evil Geniuses | EG  | 0–4 |     | 4–0 | 4 | 4 |
| 3 | ORDER         | ORD | 0–4 | 0–4 |     | 0 | 8 |

| Thời gian  | Trận | Đội xanh | Kết quả | Kết quả | Đội đỏ |
| ---------- | ---- | -------- | ------- | ------- | ------ |
| 10 tháng 5 | 1    | ORD      | B       | T       | G2     |
| 10 tháng 5 | 2    | EG       | B       | T       | G2     |
| 11 tháng 5 | 3    | G2       | T       | B       | EG     |
| 11 tháng 5 | 4    | EG       | T       | B       | ORD    |
| 12 tháng 5 | 5    | ORD      | B       | T       | EG     |
| 12 tháng 5 | 6    | G2       | T       | B       | ORD    |
| 14 tháng 5 | 7    | EG       | B       | T       | G2     |
| 14 tháng 5 | 8    | EG       | T       | B       | ORD    |
| 14 tháng 5 | 9    | G2       | T       | B       | ORD    |
| 14 tháng 5 | 10   | G2       | T       | B       | EG     |
| 14 tháng 5 | 11   | ORD      | B       | T       | EG     |
| 14 tháng 5 | 12   | ORD      | B       | T       | G2     |

## Vòng hỗn chiến
- Thời gian: 20–24 tháng 5 [2]
- Sáu đội sẽ thi đấu vòng tròn hai lượt tính điểm & Bo1.
- Nếu các đội có cùng hiệu số thắng-thua và kết quả đối đầu, các trận tiebreaker sẽ được diễn ra để xác định vị trí.
- Bốn đội đứng đầu sẽ tiến vào Vòng loại trực tiếp, hai đội cuối bảng bị loại

| 1 | Royal Never Give Up | RNG |     | 1–1 | 1–1 | 2–0 | 2–0 | 2–0 | 8 | 2 |
| 2 | T1                  | T1  | 1–1 |     | 1–1 | 1–1 | 2–0 | 2–0 | 7 | 3 |
| 3 | G2 Esports          | G2  | 1–1 | 1–1 |     | 2–0 | 0–2 | 1–1 | 5 | 5 |
| 4 | Evil Geniuses       | EG  | 0–2 | 1–1 | 0–2 |     | 2–0 | 2–0 | 5 | 5 |
| 5 | PSG Talon           | PSG | 0–2 | 0–2 | 2–0 | 0–2 |     | 1–1 | 3 | 7 |
| 6 | Saigon Buffalo      | SGB | 0–2 | 0–2 | 1–1 | 0–2 | 1–1 |     | 2 | 8 |

| Thời gian  | Trận | Đội xanh | Kết quả | Kết quả | Đội đỏ |
| ---------- | ---- | -------- | ------- | ------- | ------ |
| 20 tháng 5 | 1    | T1       | B       | T       | G2     |
| 20 tháng 5 | 2    | EG       | B       | T       | RNG    |
| 20 tháng 5 | 3    | PSG      | T       | B       | SGB    |
| 20 tháng 5 | 4    | G2       | T       | B       | RNG    |
| 20 tháng 5 | 5    | SGB      | B       | T       | EG     |
| 20 tháng 5 | 6    | PSG      | B       | T       | T1     |
| 21 tháng 5 | 7    | G2       | T       | B       | EG     |
| 21 tháng 5 | 8    | RNG      | T       | B       | PSG    |
| 21 tháng 5 | 9    | T1       | T       | B       | SGB    |
| 21 tháng 5 | 10   | PSG      | B       | T       | EG     |
| 21 tháng 5 | 11   | RNG      | T       | B       | T1     |
| 21 tháng 5 | 12   | SGB      | B       | T       | G2     |
| 22 tháng 5 | 13   | EG       | B       | T       | T1     |
| 22 tháng 5 | 14   | G2       | B       | T       | PSG    |
| 22 tháng 5 | 15   | RNG      | T       | B       | SGB    |
| 22 tháng 5 | 16   | T1       | T       | B       | PSG    |
| 22 tháng 5 | 17   | RNG      | T       | B       | G2     |
| 22 tháng 5 | 18   | EG       | T       | B       | SGB    |
| 23 tháng 5 | 19   | PSG      | T       | B       | G2     |
| 23 tháng 5 | 20   | T1       | B       | T       | EG     |
| 23 tháng 5 | 21   | SGB      | B       | T       | RNG    |
| 23 tháng 5 | 22   | G2       | B       | T       | T1     |
| 23 tháng 5 | 23   | SGB      | T       | B       | PSG    |
| 23 tháng 5 | 24   | RNG      | T       | B       | EG     |
| 24 tháng 5 | 25   | G2       | B       | T       | SGB    |
| 24 tháng 5 | 26   | EG       | T       | B       | PSG    |
| 24 tháng 5 | 27   | SGB      | B       | T       | T1     |
| 24 tháng 5 | 28   | PSG      | B       | T       | RNG    |
| 24 tháng 5 | 29   | EG       | B       | T       | G2     |
| 24 tháng 5 | 30   | T1       | T       | B       | RNG    |

## Vòng trực tiếp
- Thời gian: 27–29 tháng 5
- Thể thức thi đấu: Loại trực tiếp & Bo5.

|  | Bán kết | Bán kết             | Bán kết |    |   | Chung kết           | Chung kết | Chung kết |  |
|  |         |                     |         |    |   |                     |           |           |  |
|  | 1       | Royal Never Give Up | 3       |    |   |                     |           |           |  |
|  | 1       | Royal Never Give Up | 3       |    |   |                     |           |           |  |
|  | 4       | Evil Geniuses       | 0       |    |   |                     |           |           |  |
|  | 4       | Evil Geniuses       | 0       |    | 1 | Royal Never Give Up | 3         |           |  |
|  |         |                     |         |    | 1 | Royal Never Give Up | 3         |           |  |
|  |         |                     | 2       | T1 | 2 |                     |           |           |  |
|  | 2       | T1                  | 2       | T1 | 2 | 3                   |           |           |  |
|  | 2       | T1                  |         |    |   |                     |           |           |  |
|  | 3       | G2 Esports          | 0       |    |   |                     |           |           |  |

### Bán kết

#### Trận 1
- Thời gian: 27 tháng 5

| Đội | Đội                 | ID  | Kết quả |
| --- | ------------------- | --- | ------- |
| 1   | Royal Never Give Up | RNG | 3       |
| 4   | Evil Geniuses       | EG  | 0       |

| Ván | Đội xanh | Kết quả | Kết quả | Đội đỏ |
| --- | -------- | ------- | ------- | ------ |
| 1   | RNG      | T       | B       | EG     |
| 2   | EG       | B       | T       | RNG    |
| 3   | EG       | B       | T       | RNG    |
| 4   | ×        | –       | –       | ×      |
| 5   | ×        | –       | –       | ×      |

#### Trận 2
- Thời gian: 28 tháng 5

| Đội | Đội        | ID | Kết quả |
| --- | ---------- | -- | ------- |
| 2   | T1         | T1 | 3       |
| 3   | G2 Esports | G2 | 0       |

| Ván | Đội xanh | Kết quả | Kết quả | Đội đỏ |
| --- | -------- | ------- | ------- | ------ |
| 1   | T1       | T       | B       | G2     |
| 2   | G2       | B       | T       | T1     |
| 3   | G2       | B       | T       | T1     |
| 4   | ×        | –       | –       | ×      |
| 5   | ×        | –       | –       | ×      |

### Chung kết
- Thời gian: 29 tháng 5
- Đội chiến thắng trở thành nhà vô địch MSI 2022.

| Đội                 | ID  | Kết quả |
| ------------------- | --- | ------- |
| Royal Never Give Up | RNG | 3       |
| T1                  | T1  | 2       |

| Ván | Đội xanh | Kết quả | Kết quả | Đội đỏ |
| --- | -------- | ------- | ------- | ------ |
| 1   | RNG      | T       | B       | T1     |
| 2   | T1       | T       | B       | RNG    |
| 3   | RNG      | T       | B       | T1     |
| 4   | T1       | T       | B       | RNG    |
| 5   | RNG      | T       | B       | T1     |

## Xếp hạng
(*) Không bao gồm các trận tiebreaker.
| Thứ hạng | Khu vực                              | Giải đấu | Đội                 | VB  | HC  | BK  | CK  |
| -------- | ------------------------------------ | -------- | ------------------- | --- | --- | --- | --- |
| 1        | Trung Quốc                           | LPL      | Royal Never Give Up | 6–0 | 8–2 | 3–0 | 3–2 |
| 2        | Hàn Quốc                             | LCK      | T1                  | 6–0 | 7–3 | 3–0 | 2–3 |
| 3–4      | Châu Âu                              | LEC      | G2 Esports          | 8–0 | 5–5 | 0–3 |     |
| 3–4      | Bắc Mỹ                               | LCS      | Evil Geniuses       | 4–4 | 5–5 | 0–3 |     |
| 5        | Đài Loan/Hồng Kông/Ma Cao/Đông Nam Á | PCS      | PSG Talon           | 3–3 | 3–7 |     |     |
| 6        | Việt Nam                             | VCS      | Saigon Buffalo      | 4–2 | 2–8 |     |     |
| 7–8      | Brasil                               | CBLOL    | RED Canids          | 2–4 |     |     |     |
| 7–8      | Châu Đại Dương                       | LCO      | ORDER               | 0–8 |     |     |     |
| 9–10     | Nhật Bản                             | LJL      | DetonatioN FocusMe  | 1–5 |     |     |     |
| 9–10     | Mỹ Latinh                            | LLA      | Team Aze            | 1–5 |     |     |     |
| 11       | Thổ Nhĩ Kỳ                           | TCL      | Istanbul Wildcats   | 1–5 |     |     |     |

## Giải Thưởng
Tổng giải thưởng bao gồm giải thưởng 250.000 đô la Mỹ do Riot đảm bảo và "phần trăm chia sẻ doanh thu cho việc bán một số hàng hóa kỹ thuật số được chỉ định liên kết với MSI". Giải thưởng được phân bổ không đồng đều cho tất cả các đội.
| Xếp hạng   | Phần trăm tổng giải thưởng |
| ---------- | -------------------------- |
| Vô địch    | 30%                        |
| Á quân     | 20%                        |
| Thứ 3 và 4 | 10% mỗi đội                |

| Xếp hạng   | Phần trăm tổng giải thưởng   |
| ---------- | ---------------------------- |
| Thứ 1      | Tham gia vòng loại trực tiếp |
| Thứ 2      | Tham gia vòng loại trực tiếp |
| Thứ 3      | Tham gia vòng loại trực tiếp |
| Thứ 4      | Tham gia vòng loại trực tiếp |
| Thứ 5 và 6 | 7% mỗi đội                   |

| Xếp hạng                    | Phần trăm tổng giải thưởng |
| --------------------------- | -------------------------- |
| Thứ 1                       | Tham gia vòng hỗn chiến    |
| Thứ 2                       | Tham gia vòng hỗn chiến    |
| Thứ 3                       | 3.33% mỗi đội              |
| Thứ 4                       | 2% mỗi đội                 |
| Nếu đội đứng thứ 3 và 4 hòa | 2.67% mỗi đội              |